# Mečenčani
Mečenčani is een plaats in de gemeente Donji Kukuruzari in de Kroatische provincie Sisak-Moslavina. De plaats telt 168 inwoners (2001).